# Argyractis glycysalis
Argyractis glycysalis là một loài bướm đêm trong họ Crambidae.